# Spiophanes tcherniai
Spiophanes tcherniai är en ringmaskart som beskrevs av Fauvel 1950. Spiophanes tcherniai ingår i släktet Spiophanes och familjen Spionidae. Inga underarter finns listade i Catalogue of Life.